# Arhopala phanda
Arhopala phanda är en fjärilsart som beskrevs av Corbet 1941. Arhopala phanda ingår i släktet Arhopala och familjen juvelvingar. Inga underarter finns listade i Catalogue of Life.